# Citharexylum rigidum
Citharexylum rigidum là một loài thực vật có hoa trong họ Cỏ roi ngựa. Loài này được (Briq.) Moldenke mô tả khoa học đầu tiên năm 1933.